# Kanton Cergy-Nord
Kanton Cergy-Nord (fr. Canton de Cergy-Nord) byl francouzský kanton v departementu Val-d'Oise v regionu Île-de-France. Tvořily ho čtyři obce. Zrušen byl po reformě kantonů 2014.

## Obce kantonu
- Boissy-l'Aillerie
- Cergy (severní část)
- Osny
- Puiseux-Pontoise